# Юрковский, Виктор Иванович
Ви́ктор Ива́нович Юрко́вский (укр. Віктор Іванович Юрковський; 21 октября 1954, Феодосия — 1 октября 1995, Симферополь, Украина) — советский футболист, вратарь. Мастер спорта (1977).

## Биография
Выступал за команды: «Таврия» (Симферополь), «Динамо» (Киев). В Высшей лиге провёл 94 матча, в первой лиге — 186, во второй лиге — 41 матч. За «Таврию» сыграл 261 матч, за «Динамо» провёл 60 матчей. Чемпион СССР 1977 года, обладатель Кубка СССР 1978 года, обладатель серебряных (1978) и бронзовых (1979) медалей в Высшей лиге, победитель первенства СССР 1980 (в первой лиге) и 1985 (во второй лиге). Входил в список «33-х лучших футболистов СССР» в 1977 году (№ 3). Победитель турнира Международного Спортивного Союза Железнодорожников (1983) в составе сборной СССР.

26 августа 1978 в матче ЦСКА — «Динамо» Киев произошёл редчайший случай, единственный в истории чемпионатов СССР, когда в течение двух минут вратарь отбил два пенальти. Из газеты «Советский спорт»: 
В своей штрафной площади Бережной толкнул руками армейца Коробочку. Юрковский парировал пенальти, пробитый Беленковым. В невообразимой сумятице, создавшейся вокруг отбитого вратарем мяча, сумел разобраться только арбитр, который вновь назначил пенальти. И вновь Юрковский парировал удар — на этот раз Петросяна, — направленный в противоположный угол ворот.
1 октября 1995 года Юрковский, возвращаясь с тренировки, попал в автокатастрофу и скончался в больнице.

## Память
Мемориал Юрковского — ежегодный товарищеский футбольный турнир, который проводился с 1996 года по 2019 год в зимнее межсезонье в Крыму. Турнир носил имя вратаря Виктора Юрковский, погибшего в автокатастрофе в 1995 году. Учредителями турнира выступили бывшие одноклубники Юрковского — Валентин Прилепский и Валерий Авдыш. Организатором турнира являлась Республиканская федерация футбола Крыма.